# Eucalyptus × trabutii
Eucalyptus × trabutii (M.Vilm. ex Trab.) A.Chev., 1922 è un albero della famiglia delle Mirtacee  risultato di una ibridazione tra  Eucalyptus camaldulensis ed Eucalyptus botryoides.
L'epiteto specifico è un omaggio al botanico Louis Charles Trabut (1853–1929).